# Coffea leroyi
Coffea leroyi är en måreväxtart som beskrevs av Aaron Paul Davis. Coffea leroyi ingår i släktet Coffea och familjen måreväxter. Inga underarter finns listade i Catalogue of Life.